# CLG J02182-05102
CLG J02182-05102 è un ammasso di galassie situato in direzione della costellazione della Balena. La sua luce ha impiegato oltre 9 miliardi di anni per giungere fino alla Terra.
L'ammasso, studiato utilizzando principalmente il Telescopio spaziale Spitzer, risulta formato da circa 60 galassie.
Presenta delle peculiarità sorprendenti in quanto sono state rinvenute caratteristiche degli ammassi più evoluti in un ammasso cronologicamente risalente ad un'epoca più precoce dell'Universo, approssimativamente 4 miliardi di anni dopo il Big Bang. Al centro dell'ammasso sono presenti gigantesche galassie con un numero di stelle 10 volte superiore a quello della Via Lattea e con tassi di formazione stellare variabile da centinaia a migliaia di nuove stelle all'anno, esattamente il contrario di quello che ci si dovrebbe aspettare.
Nel nostro Universo locale i nuclei galattici sono dominati da galassie ellittiche massicce in cui la formazione stellare si è interrotta mentre le galassie situate nelle periferie dell'ammasso si presentano ancora attive.

## Collegamenti esterni

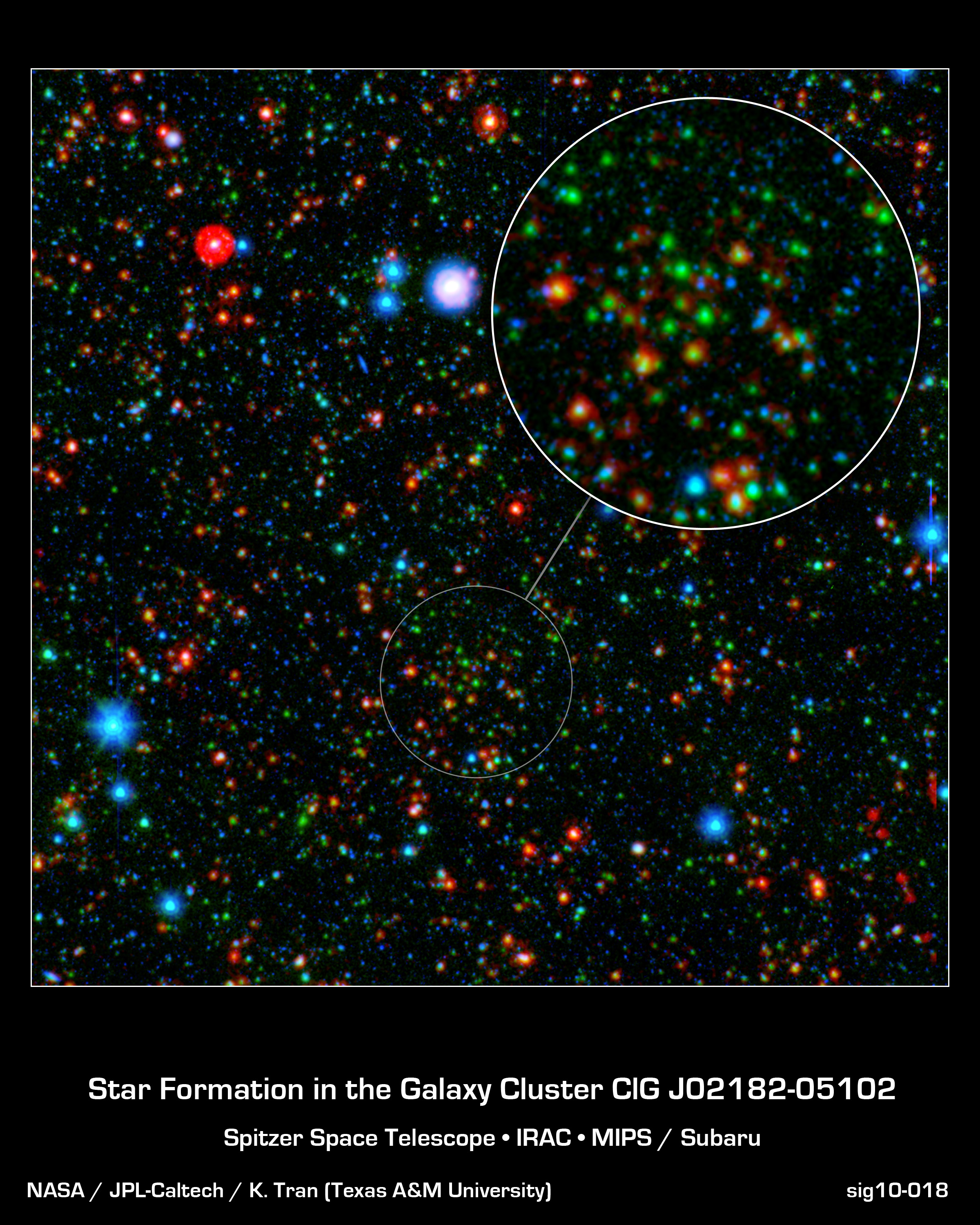
La formazione stellare al centro dell'ammasso CLG J02182-05102.